# 奇普

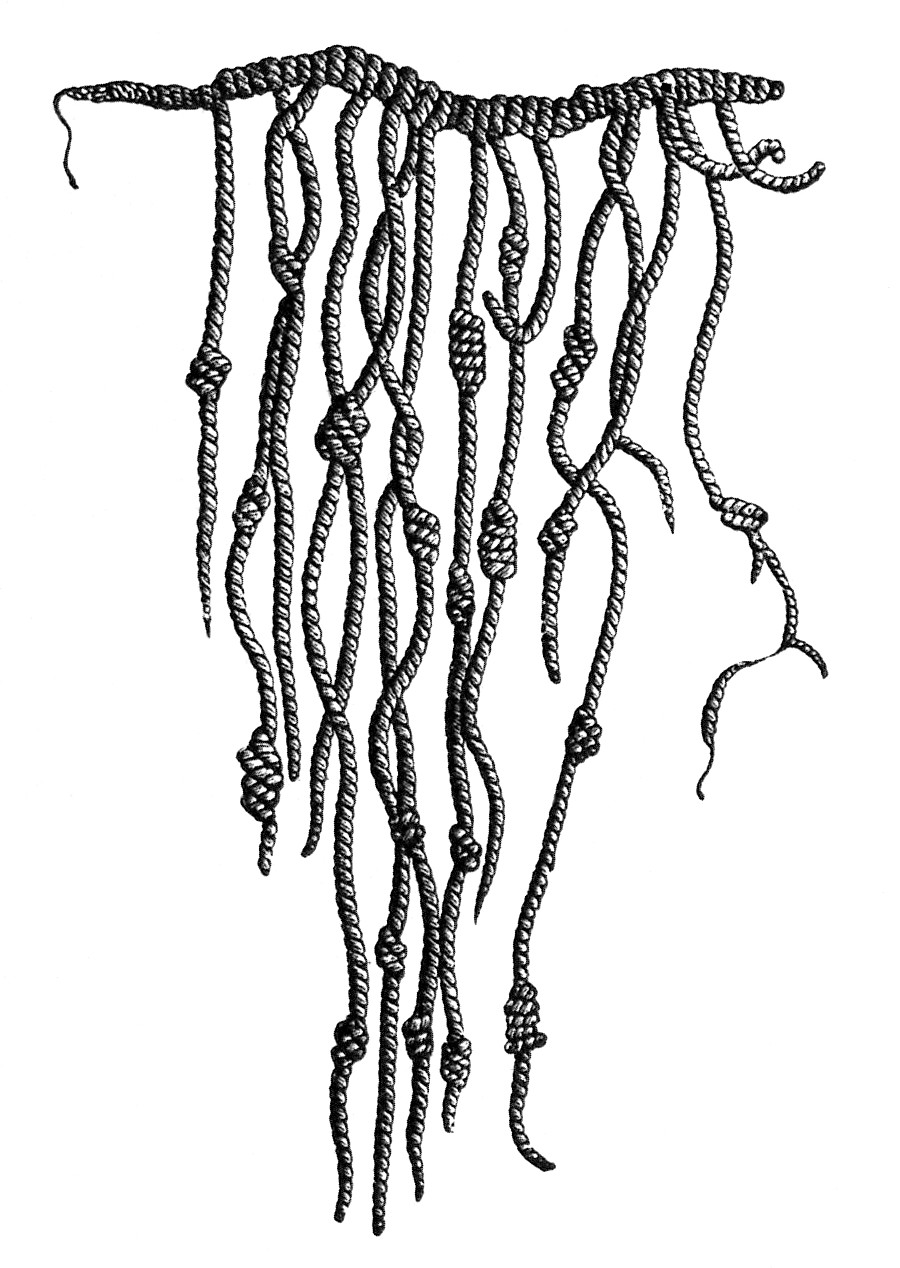

奇普（Quipu或Khipu）是古代印加人的一种结绳记事的方法，用来计数或者记录历史。它是由许多颜色的绳结编成的，不同的绳结有不同的含义。这种结绳记事方法已经失传，目前还没有人能够了解其全部含义。这种计数方法在美国华盛顿國立美國印第安人博物館的长期展览“伟大的印加之路”（The Great Inka Road）中有实物展览，并附有诠释。
奇普因其特殊的打结方法，可从视觉上分辨结数（绕圈数）。其计数方法为，以单条绳上的结数数量及位置进行组合记录。位于绳下部的绳结数量，可表示从一到九的数字，十，百，千等量级则以单独绳结依次在绳高位打结作为记录。若该数字为个位数（1-9），则该绳绳结数量不超于九。
举例，若一条绳底部为七结，中部为三结，顶部一结，则该条绳表示的数字为137。

## 外部連結
- Manual of writing in quipus: Apendix. Constructive Logic in Quipus by Miguel Angel Calvo Rodriguez
- The Khipu Database Project at Harvard University (gallery, archives, references, researchers, etc.)